# František Krasl
František Krasl (11. února 1912, Místek – 13. prosince 1998, Frýdek-Místek) byl český fotograf.

## Život a tvorba
Vyučil se fotografem, provozoval rodinný fotoateliér. Pak působil jako divadelní fotograf v Ostravě, zabýval se krajinářskou fotografií a fotografoval prostředí těžkého průmyslu a dolů Ostravska v duchu socialistického realismu.